# Chaonie

Les tribus d’Épire dans l'Antiquité.

La Chaonie ou Chaon (grec ancien : Χαονία ou Χάων) est une région historique de l'Antiquité, correspondant à la zone nord-ouest de l’Épire. Elle est la terre natale de la tribu grecque des Chaoniens,. Sa ville principale était Phoenicè. Selon Virgile, Chaon (héros troyen) est l'ancêtre éponyme des Chaoniens. Elle se trouve au sud de l'Albanie actuelle, à la frontière septentrionale de la Thesprotie. 

## Géographie
Strabon, dans sa Géographie, situe la Chaonie entre les Monts Cérauniens, au nord, et le Thyamis au sud. L'historien romain Appien, dans sa description et géographie de l'Illyrie, mentionne la Chaonie comme frontière sud de la région.
L'on comptait dans les cités majeures de Chimaera de Chaonie (aujourd'hui Himarë, en Albanie), Butrint, Phoenicè, Panorme, Onchesmus (aujourd'hui Saranda), et Antigonie.

## Origine du nom
La Chaonie tire son nom, selon les auteurs antiques, de Chaon, héros et ancêtre légendaire des Chaoniens. Il participe à la guerre de Troie, en tant que frère (ou compagnon) du héros Hélénos qu'il accompagne à la cour de Néoptolème. La mort de Chaon et ses circonstances exactes sont peu sûres, au même titre que la relation qui le lie à Hélénos. Selon les versions, Chaon est tantôt tué lors d'un accident de chasse, tantôt sacrifié aux dieux pour faire cesser une épidémie et permettre la survie de son peuple. Dans l'un et l'autre cas, Hélénos devient roi des Chaoniens et choisit de nommer son peuple d'après le nom du héros défunt.

## Mythologie
Dans l'Énéide de Virgile, Énée visite la Chaonie et y rencontre Andromaque et Hélène. Il lui est fait savoir qu'il doit continuer jusqu'à l'Italie, et l'ordre lui est donné de rencontrer la Sibylle au sujet d'une prophétie plus spécifique quant à sa destinée.